# Chiesa di San Francesco di Paola (Paternò)
La Chiesa di San Francesco di Paola è un luogo di culto cattolico sito in Paternò, in provincia di Catania. È sussidiaria della chiesa di Santa Barbara.

## Storia
La chiesa sorse nel 1695 a spese di un nobile locale, Giuseppe Battiato, su un sito nella contrada detta «dello piano delle Canne seu scalonazzo», e venne intitolata al culto di Sant'Antonio da Padova.
Completata nel 1779 con interventi ai prospetti esterni e la rinnovazione degli stucchi all'interno, la chiesa fu intitolata al culto di San Francesco di Paola, in onore al quale da tempo si celebravano alcune messe devozionali. Nel 1796 nella chiesa venne istituita la congregazione di San Francesco di Paola, tuttora attiva.
Nel 1925 fu realizzato l'altare in marmo e stucco dallo scultore paternese Michele Cannavò. L'edificio subì un'importante opera di restauro nel 1960.

## Descrizione
La chiesa di San Francesco di Paola sorge in pieno centro storico di Paternò, e dà il nome alla piazza in cui è ubicata e al quartiere. È sussidiaria della Chiesa di Santa Barbara.
Realizzata secondo i criteri stilistici dell'architettura barocca e neoclassica, presenta una facciata tripartita a due ordini, con la parte centrale descritta da paraste binate e frontone con torre campanaria a forma quadrangolare annessa al lato destro. La facciata, realizzata in conci di pietra da intaglio, nella parte centrale presenta un portale d'ingresso a forma rettangolare, e al di sopra una nicchia con la statua del santo. Nella parte destra, sono collocati un portale secondario, più piccolo, e un campanile avente una cupola semicircolare simile a quelle delle chiese bizantine.
L'interno presenta un'unica navata con volta a botte, e le pareti decorate con stucchi e motivi pittorici floreali, interrotte nei due lati da due piccole esedre nelle quali si impostano gli altari minori. Un cornicione lievemente aggettante si svolge lungo le superfici fino alla piccola abside curvilinea, delimitata da due paraste; all'ingresso, un'ampia arcata poggiante su pilastrini sottende la cantoria.